# ナターシャ・ハレヴィ
ナターシャ・ハレヴィ（Natasha Halevi）は、カリフォルニア州ロサンゼルスを拠点に活動するアメリカの女優・監督。トロマの『B. C. Butcher』のアナコンダ役、『Lunch Break Feminist Club』のカーラ役、『They Want Dick Dickster』のアレクシス・シャイン役などで知られている  。彼女の監督作品は、Crypt TV、Midnight Pulp、Screamboxで見ることができる。また、ホラー・アンソロジー『Fatale Collective：Bleed』を制作した女性クリエイター集団"Fatale Collective"のディレクターでもある。

## 若いころ
カリフォルニア州ベンチュラに生まれ、セント・ボナベンチャー・ハイスクールで学んだ。その後、カリフォルニア大学デービス校で生物学の学士号とドラマティックアートの学士号を取得した 。大学在学中は、Outdoor Adventures社でラフティング、シーカヤック、ロッククライミングのガイドも務めた。20代前半はコロラド州ボルダーに住み、そこでサステナブルデザインの仕事に取り組んでいた。

## キャリア

### 演技
2014年には、ロバート・レイ・シェイファー、ティム・ラス、ティム・アベル、リチャード・グリエコが出演するダークコメディ『They Want Dick Dickster』で長編映画初出演を果たした。同年、カンザス・ボウリング監督の『B. C. Butcher』で主演を務めた。2015年には、長編映画『Toby Goes to Camp』と『Cop-Aholic』で脇役を演じた。

### 演出
ハレヴィは、2015年12月12日に開催されたHollywood and Vine Film Festivalでベストアンサンブルキャスト賞を受賞した『Lunch Break Feminist Club』の監督とキャストの一部を務めた。
2019年、ハレヴィはジェニファー・ホランド、ティファニー・シェピス、クリスタ・アレン主演の『Beauty Juice』を監督した。この映画は、アトランタ・ホラー映画祭で観客賞を受賞し、ジャック・デイヴィスとイーライ・ロスが設立し、ジェイソン・ブラムとブラムハウス・プロダクションズが支援する権威あるホラー配信会社Crypt TVで配信された。
ハレヴィは、アンソロジー『Fatale Collective：Bleed』の一部を、女性ホラー監督集団"Fatale Collective"の1人として監督した。彼女は"Fatale Collective"の創設メンバーの1人である。Fatale Collectiveのメンバーには、Lola Blanc、Danin Jacquay、Francesca Maldonado、Megan Rosatiなどがいる。『Fatale Collective：Bleed』は2019年にFilmQuestでプレミア上映され、"映画の業績に対する監督賞"を受賞した。このアンソロジーは、ファンタスティック・フェスト、オーバールック映画祭、ブルックリンホラー映画祭でも上映された 。

## フィルモグラフィー
映画
| 年     | 作品名                    | ライター | 監督 | 俳優 | プロデューサー | 役割       |
| ------ | ------------------------- | -------- | ---- | ---- | -------------- | ---------- |
| 2015年 | Lunch Break Feminist Club | Yes      | Yes  | Yes  | Yes            | Cara       |
| 2016年 | B.C.Butcher               | No       | No   | Yes  | No             | Anaconda   |
| 2018年 | Dick Dickster             | No       | No   | Yes  | No             | Alexis     |
| 2018年 | Swamp Women Kissing Booth | No       | No   | Yes  | Yes            | Buela      |
| 2019年 | Beauty Juice              | Yes      | Yes  | No   | Yes            |            |
| 2019年 | Fatale Collective:Bleed   | Yes      | Yes  | Yes  | Yes            | ママ（声） |
| 2020年 | After Ray                 | Yes      | Yes  | Yes  | No             | Cole       |
| 2018年 | Primitiva                 | No       | No   | No   | Yes            |            |

## 私生活
2019年に俳優のショーン・ガン（ジェームズ・ガン監督の弟）と結婚した。